# Цандер (лунный кратер)
Цандер (лат. Tsander, Zander) — кратер на обратной стороне Луны. Диаметр — 160 км, координаты центра — 5°23′ с. ш. 149°41′ з. д. / 5,39° с. ш. 149,69° з. д. Носит имя российского инженера и учёного Ф. А. Цандера. Это название было утверждено Международным астрономическим союзом в 1970 году.
Цандер — очень древний кратер: он образовался в донектарском периоде. За время его существования он был сильно разрушен последующими импактами, оставившими множество мелких кратеров. Его вал имеет не совсем правильную круглую форму, а дно очень неровное. Находится на материке; лучевой системы не имеет.

## Сателлитные кратеры
| Цандер | Координаты                                            | Диаметр, км |
| ------ | ----------------------------------------------------- | ----------- |
| B      | 9°01′ с. ш. 147°41′ з. д. / 9,01° с. ш. 147,68° з. д. | 55          |
| R      | 3°03′ с. ш. 152°49′ з. д. / 3,05° с. ш. 152,81° з. д. | 34          |
| S      | 5°21′ с. ш. 150°02′ з. д. / 5,35° с. ш. 150,04° з. д. | 18          |
| V      | 7°28′ с. ш. 154°05′ з. д. / 7,46° с. ш. 154,08° з. д. | 35          |